# Brandon Williams (basketspelare)

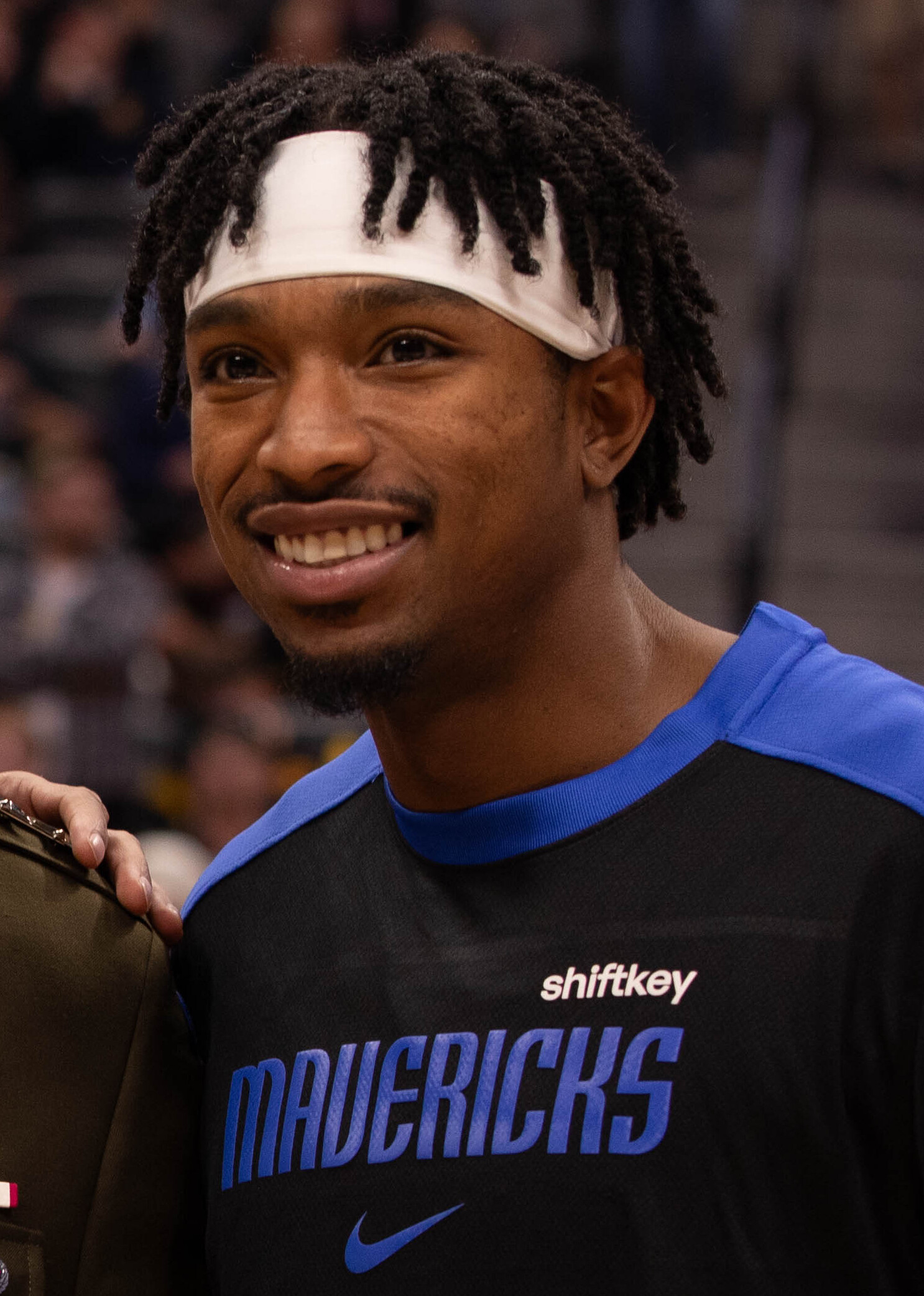
Brandon Williams, 2024.

Brandon Williams, född 22 november 1999 i Los Angeles i Kalifornien, är en amerikansk professionell basketspelare (PG) som spelar för Dallas Mavericks i National Basketball Association (NBA). Han har tidigare spelat för Portland Trail Blazers.
Williams blev aldrig NBA-draftad.
Innan han blev proffs studerade Williams på University of Arizona och spelade för deras idrottsförening Arizona Wildcats.